# Pestalozzi-Schule Montevideo
Die Pestalozzi-Schule in Montevideo wurde 1935 im Barrio Peñarol gegründet. Sie ging aus einer Elterninitiative hervor, die sich der nationalsozialistischen Gleichschaltung der Deutschen Schule Montevideo widersetzte, und unterscheidet sich dadurch von anderen deutschsprachigen Schulen im Exil, die meist von emigrierten Pädagoginnen und Pädagogen gegründet worden waren.

## Die Vorgeschichte der Pestalozzi-Schule
In Peñarol, einem Barrio von Montevideo, befand sich eine Zweigstelle der deutschen Schule. Sie hatte sich 1933 einem Gleichschaltungsversuch durch die Nationalsozialisten widersetzt. Der Kampf um diese Schule dauerte zwei Jahre. Dann, am 24. Februar 1935, fand eine Generalversammlung des Schulvereins statt, für die die Nationalsozialisten Eintrittskarten nur für ihre Mitglieder und Sympathisanten – etwa 60 Personen – ausgegeben hatten. Wer keine solche Eintrittskarte besaß (etwa 150 Personen), dem wurde von den Nazis und der uruguayischen Polizei der Zutritt zur Versammlung verwehrt.
Die ausgeschlossenen Eltern versammelten sich in einem gegenüberliegenden Lokal und beschlossen, nach dem Vorbild der Pestalozzi-Schule in Buenos Aires eine eigene Schule zu gründen.

## Die Schule
Der Versuch, „eine neue Schule pädagogischer Sachlichkeit und menschlicher Kultur“, war zunächst schwierig. Erste Unterstützung kam vom ungarischen Arbeiterverein in Peñarol, der in seinem Vereinsheim, in dem auch ungarische Kinder unterrichtet wurden, einen Raum für die Schule zur Verfügung stellte. Im Mai 1935 konnte sie ihren Betrieb aufnehmen. Mit Unterstützung des „Kulturklubs deutschsprechender Arbeiter (KKdA)“ bildeten bald darauf Eltern einen deutsch-ungarischen Schulverein. Anfang 1936 wurde in Peñarol ein Gebäude für die Schule gefunden, deren Selbstverständnis lautete: 

„Sie ist unabhängig von der Parteipolitik, sie dient allen aufrechten und freien Deutschen, welche die Hitlerdiktatur ablehnen und die den Wunsch haben, ihre Kinder im Geiste der Demokratie und der Gleichheit der Menschenrechte zu erziehen. Die Pestalozzi-Schule betrachtet es als ihre Aufgabe, wirkliches Wissen den Kindern beizubringen, und sie betrachtet es weiter als ihre heilige Pflicht, gegenüber dem Geiste der Verletzung den Geist der Aufklärung und des Fortschritts zu setzen.“

Der Unterricht in der neuen Schule wurde am 10. März 1936 aufgenommen. Es wurde in deutscher und ungarischer Sprache in allen Elementarfächern unterrichtet, und zusätzlich erfolgte der staatlich vorgeschriebene Unterricht in der Landessprache Spanisch. Da die Schule keine amtliche Unterstützung erhielt, organisierte der Schulverein weiterhin Unterstützungsaktionen und unterhielt auch Kontakte zur Pestalozzi-Schule in Buenos Aires.
Während Schnorbach einen ehemaligen Schüler zitiert, der die Pestalozzi-Schule in Peñarol von 1939 bis 1945 besucht haben soll, bestand die Schule nach Kießling nur bis 1940. Gerade auch im Vergleich zur Pestalozzi-Schule Buenos Aires stellte er fest, dass sich die Schule in Peñarol nicht so erfolgreich entwickeln konnte. Ihr habe es an finanziellen Förderern gefehlt und auch an Rückhalt bei den deutschen Emigranten. Diese hätten ihre Kinder, nachdem diese Grundkenntnisse in der spanischen Sprache erworben gehabt hätten, eher in uruguayische Staatsschulen geschickt. Möglicherweise hing dies auch damit zusammen, dass sich die politischen Verhältnisse in Uruguay zu wandeln begannen: 1938 wurden allgemeine Wahlen abgehalten die von Terras Schwager, Alfredo Baldomir, gewonnen wurden. Unter seiner Präsidentschaft bekamen demokratische Rechte wieder größere Bedeutung.